# ふげん

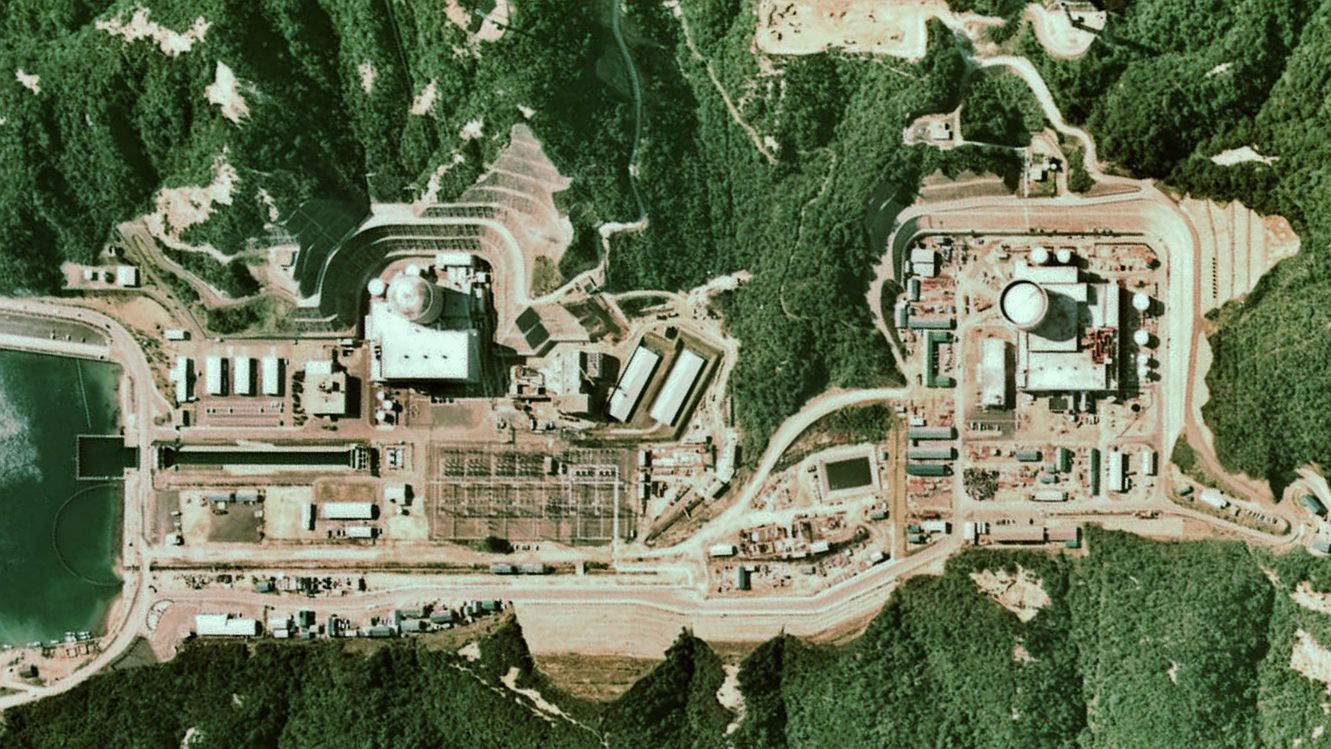
建設中のふげん（右）と、運転中の敦賀発電所1号機（左）
（1975年度撮影）

新型転換炉原型炉ふげんは、福井県敦賀市明神町にある原子力発電所（廃炉）である。ふげんの命名は仏教の普賢菩薩に由来する
2003年3月29日に運転を終了し、日本原子力研究開発機構による廃炉作業が行われている。

## 概要
日本国産の炉形式で新型転換炉と呼ばれ、原型炉段階にある。世界初のプルトニウムを本格的に利用する炉であり、MOX燃料の燃料数も772本と世界最大である。
特徴
- 中性子の減速に重水を使用する。
- 燃料にプルトニウムを使用できる。
- 天然ウラン資源の効率化ができる。

国産の理由
- 原子炉技術の向上
- 原子炉の動作の安定
- 輸入した燃料の有効活用

問題点
- 減速材に用いる重水がトリチウムに変化し、管理が難しくなる。
- 重水の製造コストが高い。

## 沿革
- 1970年12月1日 - 土地を整地し、全面着工。
- 1978年3月20日 - 最小臨界に達成し起動試験開始。同年7月29日には初送電を開始し、同年11月13日には定格出力を達成（165MW）。
- 2003年3月29日 - 7時16分に発電を停止、14時27分に原子炉を停止して運転を終了。
- 2008年2月12日 - 原子力安全・保安院により廃止措置計画の認可を受ける。この時点で廃炉作業は2028年度に完了予定とされた[2]。
- 2012年3月22日 - 使用済み燃料の受け入れを行う茨城県東海村の再処理施設の稼働が遅れているため、廃炉作業完了が2033年度に5年間延期される[3]。
- 2022年8月8日 - より安全な方法で解体作業を行うため、廃炉作業完了が2040年度に7年間延期される[4]。

## 仕様
- 炉型式：重水減速沸騰軽水冷却型（圧力管型）
- 熱出力：55.7万kW（557MW）
- 電気出力：16.5万kW（165MW）
- 燃料の種類：MOX燃料、濃縮ウラン
- 燃料温度（被覆材・ペレット）：300°C・2200°C
- 燃料交換間隔：約6ヶ月

## 廃止措置

### 工程

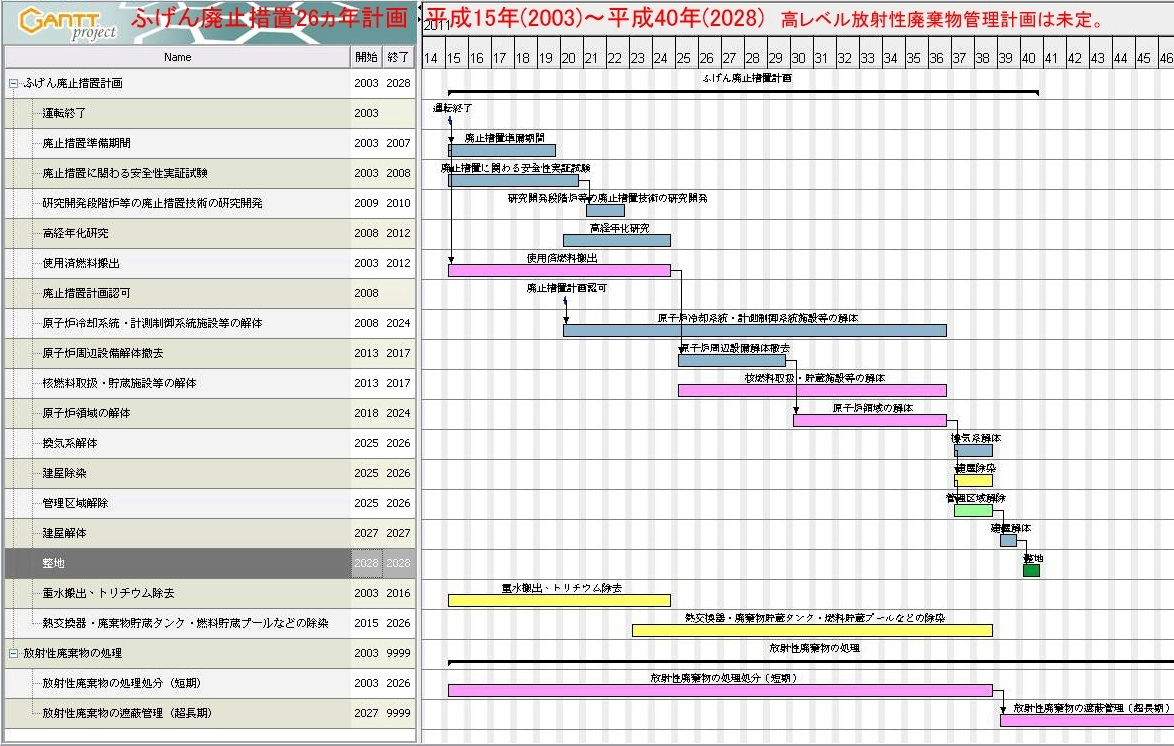
ふげん廃炉計画（当初の26か年計画）

日本原子力研究開発機構では廃炉の手順を進めており、2040年度に解体・撤去を含む廃止措置の約38年間の工程を終了させる予定である。
なお、以下のスケジュールは主に2028年度まで26か年として計画された当初の工程（詳細は右のガントチャート〈工程表〉も参照）などを基に記載しているため、現在では変更されている可能性がある。
- 2003年 - 運転終了
- 2003年〜2007年 - 廃止措置準備
- 2008年 - 廃止措置計画認可
- 2008年 - 廃止措置開始
- 2013年〜2017年 - 原子炉周辺設備解体撤去
- 2018年〜2026年 - 原子炉本体解体撤去
- 2026年 - 使用済み燃料搬出[6][7]
- 時期未定 - 高レベル放射性廃棄物の恒久処理・隔離・管理
原発廃止後の高レベル放射性廃棄物の恒久処理・隔離・管理に関しては未定である（期間は何百・何千から数万年間）。

### 行政改革
2020年11月13日、秋の行政事業レビューの中で、ふげんの使用済み核燃料が取り上げられた。使用済み核燃料は、フランスに再処理を委託する契約を結んでいたが、再処理後のプルトニウムの扱いや費用総額などが不明瞭だと指摘。有識者からは「より安全でコストの低い方策を求めるべきだ」との意見が出された。
2022年6月、日本原子力研究開発機構は、フランスの企業との間でふげんの使用済み核燃料の再処理契約を締結。開発機構は使用済み核燃料の輸送と再処理で約2億5000万ユーロを支払うこととなった。再処理されたプルトニウムはフランスの企業に一度譲渡し、新たな利用者が現われ次第価格設定が行われ、フランスの企業が機構に対価を支払う見込み。
2022年6月24日、日本原子力研究開発機構は、廃止措置中のふげんの使用済み核燃料をフランスで再処理してプルトニウムを取り出し、それをフランスの原子力企業オラノ・リサイクル社に有償で譲渡する契約を結んだと発表した。日本側が、輸送と再処理の費用として2.5億ユーロ（約350億円）を支払い、高レベル放射性廃棄物を2041年度までに引き取る。プルトニウムは平和的利用を前提に日本以外の第三者が使うといい、譲渡額は未定という。ふげんの使用済み核燃料は計731体。23年度から26年夏ごろまでフランスに輸送する。再処理は24年度から始める予定という。
2022年8月8日、文部科学省と日本原子力研究開発機構は、2033年度に完了予定のふげんの廃炉作業を7年間延長すると明らかにした。現在の工法では放射性物質が建屋内で漏洩する危険性が残ることが判明したためで、より安全な工法に切り替えるための研究開発に期間を費やすと説明している。ふげんは、原子炉の部材が発する放射線による被曝を避けるため、炉の上に解体用のプールを設け、放射線が弱まる水中で解体する。だが、現在の工法では、解体プールと炉の間にある遮蔽体と炉の隙間から放射性物質を含んだプール水が漏れ出る恐れがあることが判明。そのため、遮蔽体を撤去し、プールと炉を直接溶接する工法に切り替えるという。
2023年5月26日、文部科学省は、ふげんの使用済み燃料を今年度から2026年夏ごろにかけてフランスに搬出する計画について、延期すると明らかにした。延期は3回目。燃料の輸送容器に課題が見つかったためで、年内に新たなスケジュールを示すという。使用済み燃料の再処理を委託する「オラノ・リサイクル社」が製造した輸送容器の寸法を変える必要があるほか、来年はパリ五輪の影響で現地の港の使用が制限されることもあり、搬出は25年3月以降になる見通しという。
2023年12月22日、廃炉作業中のふげんの使用済み核燃料のフランスへの搬出について、文部科学省は、2023年度中とした搬出開始時期を4年遅らせて2027年度にすると、福井県敦賀市に報告した。廃炉作業の完了時期（2040年度）に変更はないと説明した。当初の計画では、2023～2026年度夏ごろにフランスへ輸送し、再処理をする予定だった。新たな搬出計画では、2027～2031年度になる予定という。搬出期間も現在の4年から5年に延びるという。主な理由は輸送容器の見直しや、フランス規制当局の許認可手続きに当初より時間がかかるためだという。